# Burg Stumpenhusen
Die Burg Stumpenhusen ist eine abgegangene Turmhügelburg (Motte) der Edelherren von Stumpenhusen östlich der Gemeinde Wietzen  im niedersächsischen Landkreis Nienburg/Weser am Bückener Mühlenbach.

## Geschichte
Die Burg Stumpenhusen wurde 1091 von den Edelherren von Stumpenhusen errichtet, die ab 1181 den Grafentitel besaßen. Das Geschlecht verkaufte um 1190 Titel, Wappen, Siegel und zwei unzusammenhängende Herrschaftsbezirke an die Grafen von Hoya. Sie saßen aber bis zu ihrem Aussterben 1231 weiterhin auf der Burg. Die Burg Stumpenhusen ging daraufhin an die Grafen von Hoya, danach erscheint sie nicht mehr in der historischen Überlieferung.

## Beschreibung
In der Mitte des 19. Jahrhunderts waren noch Reste von Erdwällen, Gräben und eines Turmhügels sichtbar, die jedoch kurz darauf eingeebnet wurden. Dabei wurde das Material auf die nördlich angrenzende Wiese umgelagert. Zudem sollen zu Gebäudefundamenten gehörende Pfähle und Schwellhölzer vorhanden gewesen sein.
Eine 1986/87 durchgeführte kleine archäologische Ausgrabung erbrachte neben Keramik des 12./13. Jahrhunderts auch einen Eichenpfahl, der dendrochronologisch ungefähr auf das Jahr 1175 datiert werden konnte.